# Doryctes pilosipes
Doryctes pilosipes är en stekelart som först beskrevs av Szepligeti 1914.  Doryctes pilosipes ingår i släktet Doryctes och familjen bracksteklar. Inga underarter finns listade i Catalogue of Life.